# Ephebopus
Az Ephebopus, egy nem a pókok (Araneae) rendjében, négytüdős pókok (Mygalomorphae) alrendjében és a madárpókfélék (Theraphosidae) családjában.
A nem tagjai Dél-Amerika területén terjedtek el.
Közepes, illetve kisebb termetűek, testméretük 4-6 cm körül van. Természetes élőhelyükön, a talajba ásott üregekben élnek.
A nembe 5 faj tartozik.
- Ephebopus cyanognathus West & Marshall, 2000 - Francia Guiana
- Ephebopus foliatus West et al., 2008 - Guyana
- Ephebopus murinus (Walckenaer, 1837) - Francia Guiana, Suriname, Brazília
- Ephebopus rufescens West & Marshall, 2000 - French Guiana, Brazília
- Ephebopus uatuman Lucas, Silva & Bertani, 1992 - Brazília